# Направник Едуард Францович
Едуард Францевич Направник (чеськ. Eduard Nápravník; 12 (24) серпня 1839, Бишть, Поблизу Кеніггрец, Богемське королівство, Австрійська імперія — 10 (23) листопада 1916, Петроград, Російська імперія) — чеський та російський композитор, диригент. Протягом майже п'ятдесяти років обіймав посаду головного диригента Маріїнського театру, під його керуванням відбулися прем'єри практично всіх російських опер того часу . Дружина — оперна співачка Ольга Шредер.

## Біографія
Народився в сім'ї небагатого вчителя. Рано проявив музикальні здібності, почав навчатися гри на фортепіано, органі та теоретичним предметам.
У 1850 поступив в реальне училище у Празі, однак через смерть батька в 1854 йому довелося почати заробляти на життя, граючи на органі в церкві.
Удосконалював свою виконавську майстерність в органній школі під керівництвом К. Ф. Піча та Франтішека Блажека, займався також у фортепіанній школі Петра Майдля (1817—1896), з 1855 р. почав викладати в школі Майдлю. Отримавши таким чином стабільний заробіток, Направник почав вивчати оркестровку та диригування під керівництвом директора Празької консерваторії Яна Бедржиха Кіттля. До цього ж часу належать перші його композиторські проби.

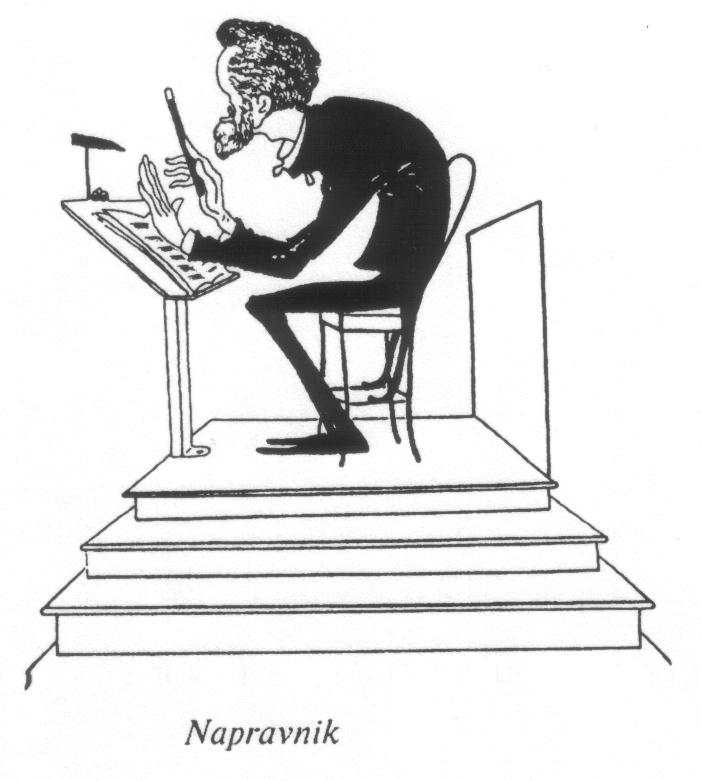
Е. Направник на карикатурі П. Робера 1903 р.

В 1861, отримавши пропозицію від відомого російського мецената князя Юсупова зайняти місце капельмейстера його домашнього оркестру, Направник вирушив до Росії, яка з цього часу стала його другою батьківщиною.
В 1863 був запрошений працювати помічником капельмейстера та органістом Маріїнського театру, в 1867 отримав місце другого капельмейстера, в 1869 — перший (головного диригента) та займав цю посаду до самої смерті.

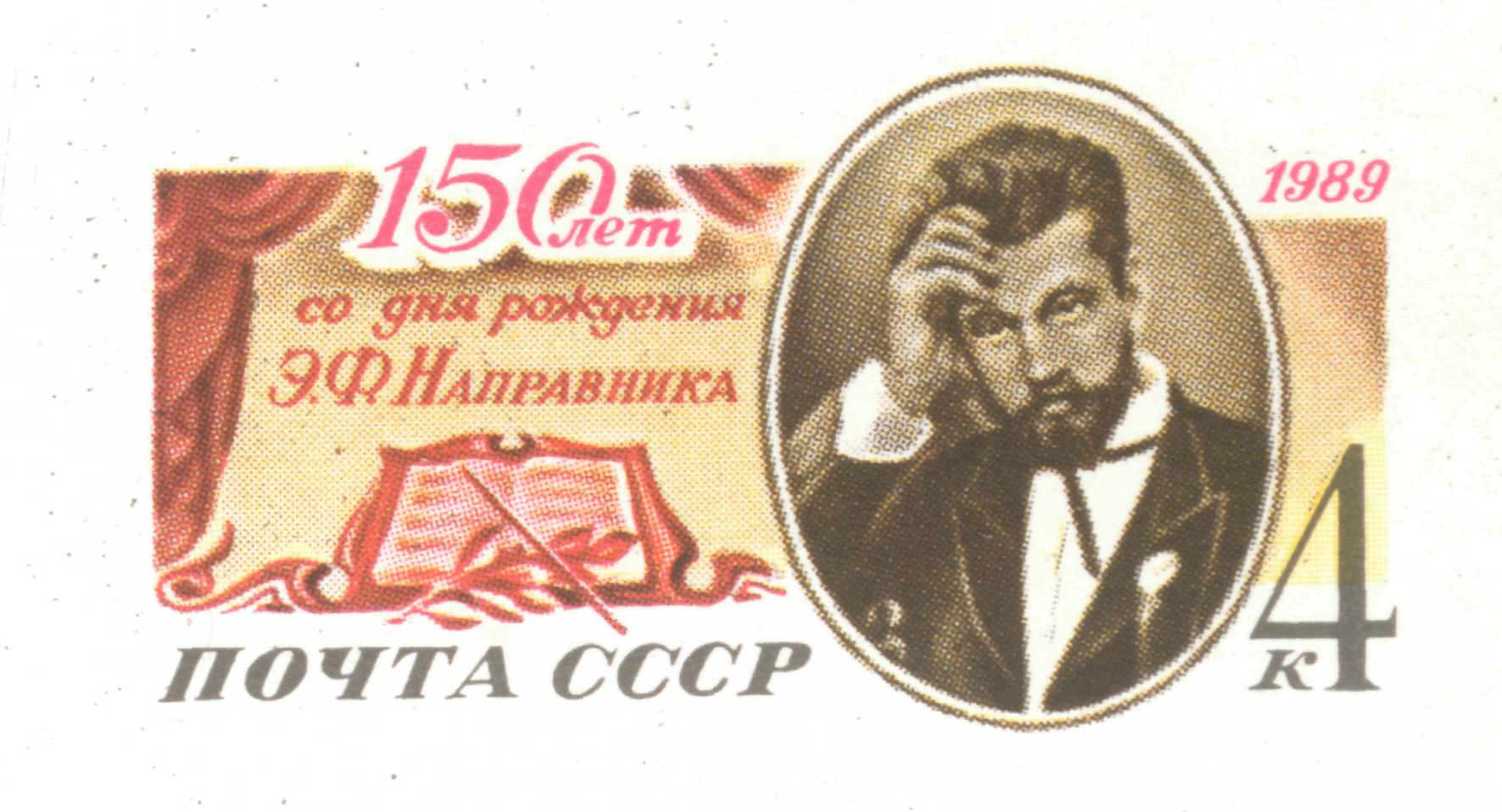
Оригінальна марка СРСР, 1989

З 1869 по 1881 окрім управління оркестром театру Направник диригував симфонічними зібраннями Російського музичного товариства, також найчастіше стаючи першим виконавцем нових творів. Він активно займався композиторською діяльністю, однією з найвідоміших його робіт стала опера «Дубровський», поставлена в 1896.
За час роботи в Маріїнському театрі Направник продиригував у близько трьох тисяч оперних вистав, у тому числі прем'єрами опер «Борис Годунов» Мусоргського, «Орлеанська діва», «Мазепа», «Пікова дама» Чайковського, «Майська ніч», «Снігуронька», «Ніч перед Різдвом» Римського-Корсакова та багатьох інших.
Направник став першим диригентом опер: «Ворожа сила» Сєрова (1871), «Кам'яний гість» Даргомижського (1872), «Псковитянка» (1873), «Майська ніч» (1880); «Снігуронька» (1882), «Борис Годунов» (1874); «Опричник» (1874), «Коваль Вакула» (1876), «Орлеанська діва» (1881), «Пікова дама» (1890), «Іоланта» (1892) Чайковського, «Демон» (1875). Під його керівництвом була відновлена в 1871 опера «Руслан і Людмила». «Велике художнє значення мали й інші постановки — тетралогія „Кільце Нібелунгів“ Вагнера (1900—1905), опери „Фіделіо“ Бетховена (1905), „Орфей та Еврідіка“ Глюка (1911)».
Його власні авторські чотири опери були поставлені в Маріїнському театрі: «Нижньогородці» (1868), «Гарольд» (1886), «Дубровський» (1894), «Франческа да Ріміні» (1902).
Помер 1916 у Петрограді, похований там же на Новодівичому кладовищі. Після революції 1917 його сім'я переїхала в Бельгію.

## Адреси в Санкт-Петербурзі— Петрограді
- 1865—1877 — Офіцерська вулиця, 16, кв. 20;
- 1877 — 10.11.1916 — будинок М. Ф. Немковою — Микільська вулиця, 3, кв. 72.

## Основні твори

### Опери
- «Нижньогородці» (1868)
- «Гарольд» (1886)
- «Дубровський» (1894, прем'єра в Маріїнському театрі в січні 1895)
- «Франческа да Ріміні» (1902)

### Оркестрові та концертні твори
- Чотири симфонії;
- Сюїта для оркестру;
- Урочиста увертюра;
- Балади для голосу з оркестром;
- Народні танці для оркестру;
- Симфонічний концерт для фортепіано з оркестром a-moll, op.27;
- Фантазія на російські теми для фортепіано з оркестром;
- Фантазія та сюїта для скрипки з оркестром;
- Музика до поеми «Дон Жуан» А. К. Толстого

### Камерні твори
- Три струнні квартети (1873–1878);
- Струнний квінтет (1897);
- Два фортепіанні тріо;
- Фортепіанний квартет;
- Численні твори для фортепіано.

## Цікаві факти
- Справжній розквіт оркестру Маріїнського театру припав на довгі роки служіння йому Едуарда Направника (в 1863—1867 — помічник диригента та органіст; 1867—1869 — другий диригент, 1869—1916 — головний диригент), в честь якого згодом було названо одне з фоє сучасної Маріїнки.
- У 1961 році на екрани вийшов фільм-опера «Дубровський». (Володимир Дубровський — Сергій Лемешев, Маша — Віра Кудрявцева).